# Nielles-lès-Bléquin
Pour les articles homonymes, voir Nielles et Bléquin (homonymie).
Nielles-lès-Bléquin est une commune française située dans le département du Pas-de-Calais en région Hauts-de-France. Ses habitants sont appelés les Niellois. La commune est membre de la communauté de communes du Pays de Lumbres.
Le territoire de la commune est situé dans le parc naturel régional des Caps et Marais d'Opale.

## Géographie

### Localisation
Localisée dans le nord du département du Pas-de-Calais, Nielles-lès-Bléquin est une commune drainée par le Bléquin et située, à vol d'oiseau, à 7 km au sud-ouest de la commune de Lumbres et à 18 km au sud-ouest de la commune de Saint-Omer (aire d'attraction et chef-lieu d'arrondissement).
Le territoire de la commune est limitrophe de ceux de six communes.
Les communes limitrophes sont Seninghem, Affringues, Bléquin, Ledinghem, Vaudringhem et Wismes.

### Géologie et relief
La superficie de la commune est de 12,72 km2 ; son altitude varie de 67  à   203 m.

### Hydrographie

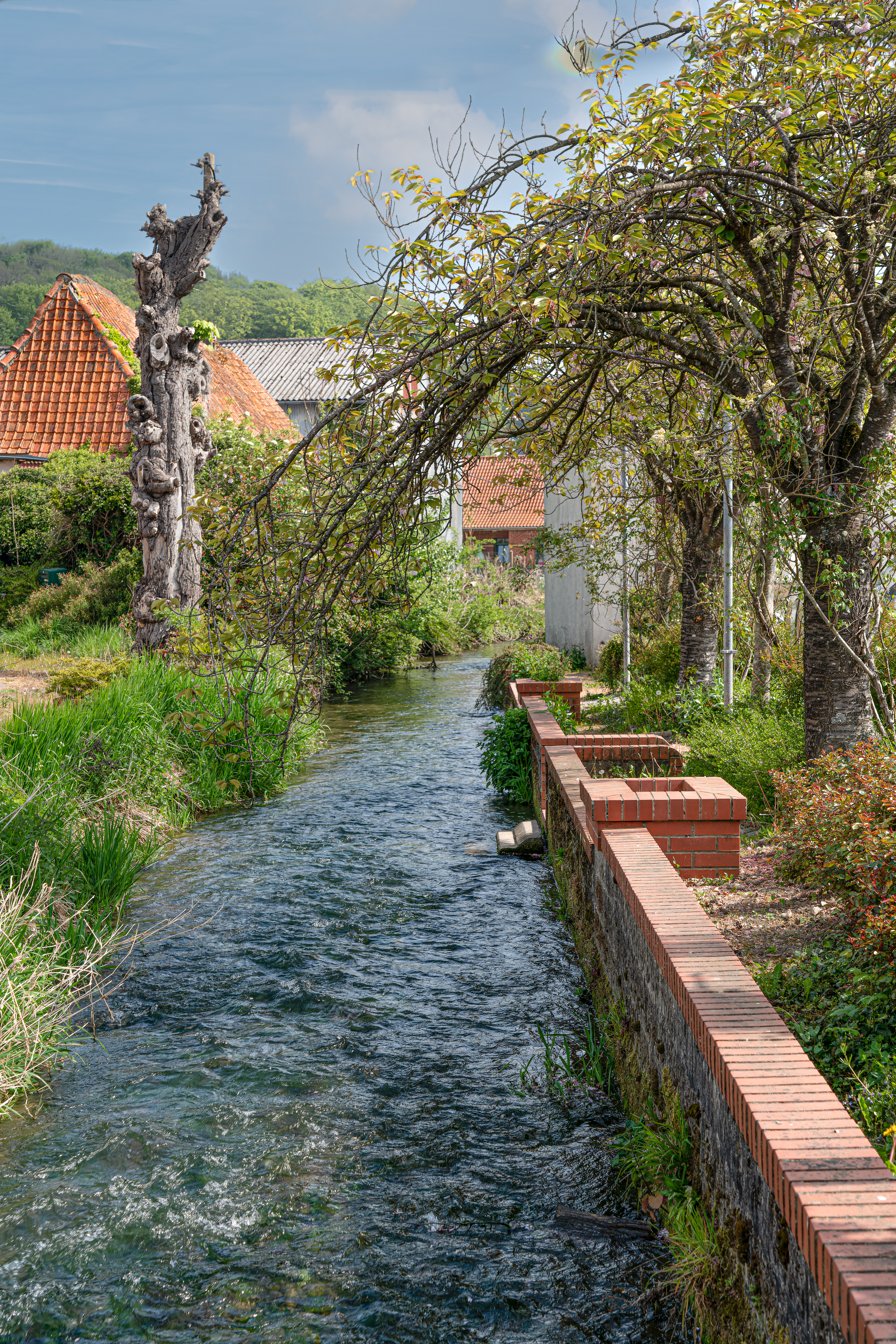

Le territoire de la commune est situé dans le bassin Artois-Picardie.
La commune est traversée par le Bléquin, un cours d'eau naturel non navigable de 16,18 km, qui prend sa source dans la commune de Lottinghen et se jette dans l'Aa au niveau de la commune de Lumbres et par le Ruisseau du Marais, d'une longueur de 7,76 km, qui prend sa source dans la commune et se jette dans l'Aa au niveau de la commune d'Elnes.
Le Bléquin a donné son hydronyme aux communes de Bléquin et Nielles-lès-Bléquin.

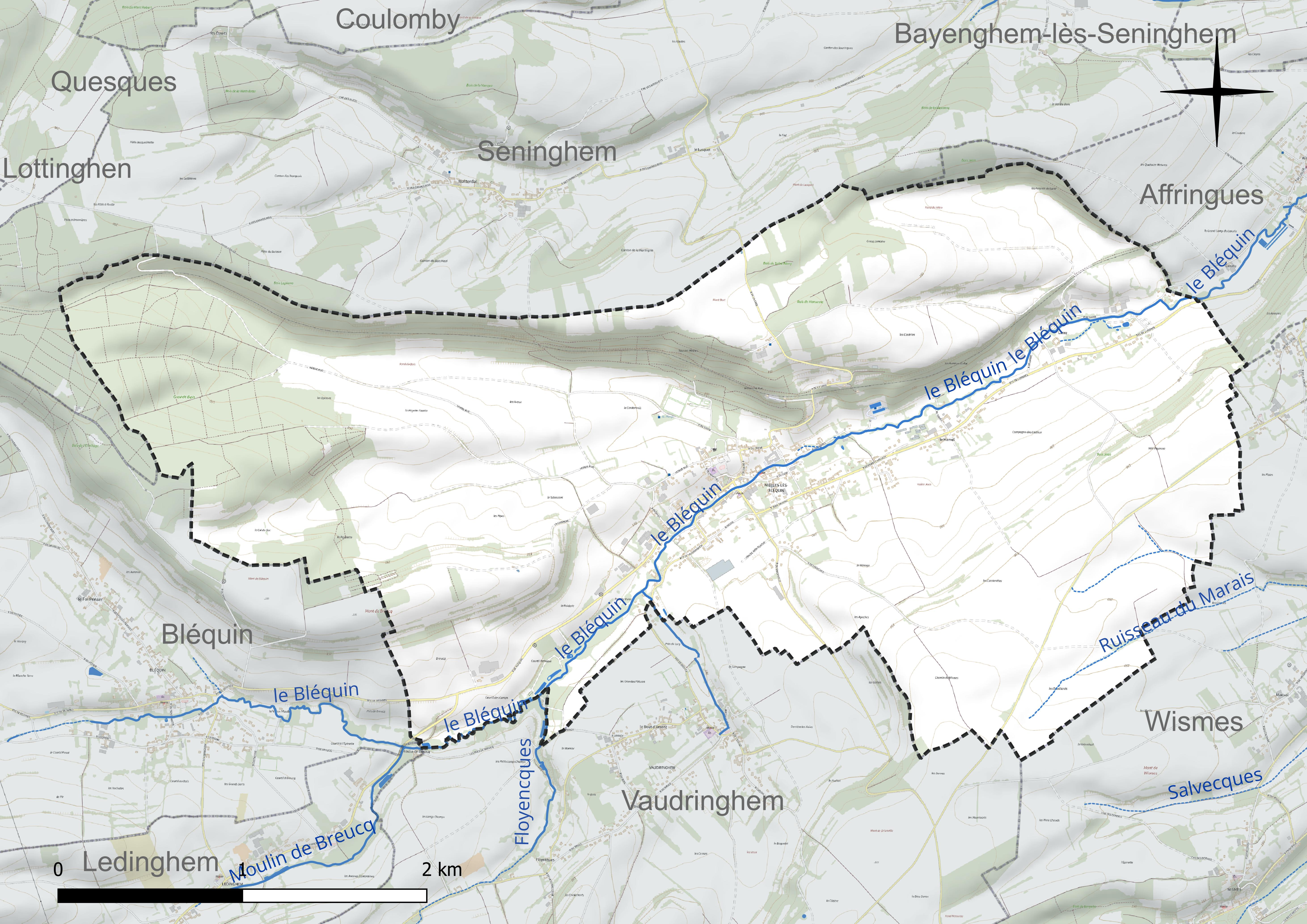
Réseau hydrographique de Nielles-lès-Bléquin.

### Climat
Pour des articles plus généraux, voir Climat des Hauts-de-France et Climat du Nord-Pas-de-Calais.
En 2010, le climat de la commune est de type climat océanique franc, selon une étude du CNRS s'appuyant sur une série de données couvrant la période 1971-2000. En 2020, Météo-France publie une typologie des climats de la France métropolitaine dans laquelle la commune est exposée à un climat océanique et est dans la région climatique Côtes de la Manche orientale, caractérisée par un faible ensoleillement (1 550 h/an) ; forte humidité de l’air (plus de 20 h/jour avec humidité relative > 80 % en hiver), vents forts fréquents.
Pour la période 1971-2000, la température annuelle moyenne est de 10,1 °C, avec une amplitude thermique annuelle de 13,4 °C. Le cumul annuel moyen de précipitations est de 978 mm, avec 12,8 jours de précipitations en janvier et 8,6 jours en juillet. Pour la période 1991-2020, la température moyenne annuelle observée sur la station météorologique installée dans la commune est de 10,6 °C et le cumul annuel moyen de précipitations est de 976,9 mm,. Pour l'avenir, les paramètres climatiques de la commune estimés pour 2050 selon différents scénarios d'émission de gaz à effet de serre sont consultables sur un site dédié publié par Météo-France en novembre 2022.
| Mois                                  | jan.           | fév.           | mars          | avril         | mai           | juin          | jui.          | août          | sep.          | oct.          | nov.          | déc.          | année      |
| ------------------------------------- | -------------- | -------------- | ------------- | ------------- | ------------- | ------------- | ------------- | ------------- | ------------- | ------------- | ------------- | ------------- | ---------- |
| Température minimale moyenne (°C)     | 1,8            | 1,9            | 3,5           | 5,5           | 8,1           | 10,9          | 12,9          | 13,2          | 11            | 8,6           | 5,3           | 2,8           | 7,1        |
| Température moyenne (°C)              | 4              | 4,4            | 6,7           | 10            | 12,6          | 15,3          | 17,5          | 17,7          | 15,1          | 11,7          | 7,7           | 5,1           | 10,6       |
| Température maximale moyenne (°C)     | 6,3            | 7              | 10            | 14,4          | 17            | 19,7          | 22,2          | 22,2          | 19,2          | 14,8          | 10,1          | 7,3           | 14,2       |
| Record de froid (°C) date du record   | −12,2 18.01.13 | −14,4 04.02.12 | −6,9 01.03.18 | −2,6 07.04.08 | −0,1 14.05.10 | 3,6 14.06.12  | 6,6 01.07.08  | 7,5 24.08.14  | 4,7 29.09.22  | −0,3 23.10.07 | −6,2 29.11.10 | −9,5 18.12.10 | −14,4 2012 |
| Record de chaleur (°C) date du record | 15 01.01.22    | 17,4 24.02.21  | 23,1 31.03.21 | 25 19.04.18   | 27,3 21.05.20 | 32,8 21.06.17 | 40,8 25.07.19 | 35,5 09.08.20 | 32,1 05.09.13 | 28,3 01.10.11 | 21,2 01.11.15 | 15 19.12.15   | 40,8 2019  |
| Précipitations (mm)                   | 88,9           | 78,4           | 68,9          | 43,6          | 58,1          | 58,1          | 67            | 85,5          | 78,3          | 100,9         | 127,4         | 121,8         | 976,9      |

### Paysages
Pour un article plus général, voir Paysage en France.
La commune s'inscrit dans les « paysages des hauts plateaux artésiens » tels qu’ils sont définis dans l’atlas de paysages de la région Nord-Pas-de-Calais, conçu par la direction régionale de l'Environnement, de l'Aménagement et du Logement (DREAL),.
Ces paysages, qui concernent 77 communes du Pas-de-Calais, se situent à l'extrémité ouest des collines de l'Artois qui traversent le Pas-de-Calais d'Arras au Boulonnais. L'altitude de ces paysages dépassent les 180 mètres. Ces dimensions sont modestes, d'une quinzaine de kilomètres du sud-est au nord-ouest et d'une vingtaine de kilomètres dans sa dimension la plus grande.
Ces « paysages des hauts plateaux artésiens », appelés aussi « Haut Artois », se caractérisent par trois ensembles écopaysagers : 
- l'ensemble mésophile ouvert du plateau artésien calcaire ;
- l'ensemble alluvial des fonds de vallée de la Lys et de l'Aa ;
- l'ensemble calcicole des versants calcaires des vallées[12].

Le « Haut Artois » dispose d'une importante densité de corridors biologiques bien interconnectés.
Dans le « Haut Artois », pas de villes, c'est une des rares terres rurales de la région, les communes les plus importantes sont, du nord au sud, Lumbres, Fauquembergues et Fruges. Le « Haut Artois », drainé par l'Aa et la Lys, constitue le sommet de l'anticlinal artésien, paysage ventée, froid et aux précipitations importantes qui en font le château d'eau régional.
Leș cultures représentent environ 60 % des sols, les prairies entre 26 et 27 %, les bois de 5 à 8 % et les villages et bourgs de 5 à 8 %, l'industrie y est peu présente.

### Milieux naturels et biodiversité

#### Espaces protégés
La protection réglementaire est le mode d’intervention le plus fort pour préserver des espaces naturels remarquables et leur biodiversité associée.
Dans ce cadre, la commune fait partie de deux espaces protégés : 
- le parc naturel régional des Caps et Marais d'Opale, d’une superficie de 132 499 ha réparties sur 154 communes, géré par le syndicat mixte d'aménagement et de gestion du parc naturel régional des Caps et Marais d'Opale[14] ;
- le rando-rail de Nielles-lès-Bléquin, d’une superficie de 34,484 ha. Terrain géré (location, convention de gestion) par le Conservatoire d'espaces naturels des Hauts-de-France[15].

#### Zones naturelles d'intérêt écologique, faunistique et floristique
L’inventaire des zones naturelles d'intérêt écologique, faunistique et floristique (ZNIEFF) a pour objectif de réaliser une couverture des zones les plus intéressantes sur le plan écologique, essentiellement dans la perspective d’améliorer la connaissance du patrimoine naturel national et de fournir aux différents décideurs un outil d’aide à la prise en compte de l’environnement dans l’aménagement du territoire.
Le territoire communal comprend deux ZNIEFF de type 1 :
- le réservoir biologique de l’Aa. Cette ZNIEFF doit être considéré comme étant un milieu pépinière à l’échelle de l’hydrosystème Aa rivière[16] ;
- la vallée du Bléquin de Nielles à Affringues. Site formé par des coteaux crayeux, constitués d’une craie marneuse datant d’environ 90 millions d’années. L’érosion du plateau crayeux a donné naissance à cette vallée[17].

et deux ZNIEFF de type 2 :
- la vallée du Bléquin et les vallées sèches adjacentes au ruisseau d’Acquin. Cette ZNIEFF se situe sur les marges septentrionales du Haut-Pays d’Artois, en bordure des cuestas du Boulonnais et du pays de Licques[18] ;
- la moyenne vallée de l’Aa et ses versants entre Remilly-Wirquin et Wizernes. La moyenne vallée de l’Aa et ses versants représentent un remarquable ensemble écologique associant des habitats très différents constituant des complexes de végétations souvent complémentaires[19].

Carte des ZNIEFF de type 1 et 2 sur le territoire de la commune
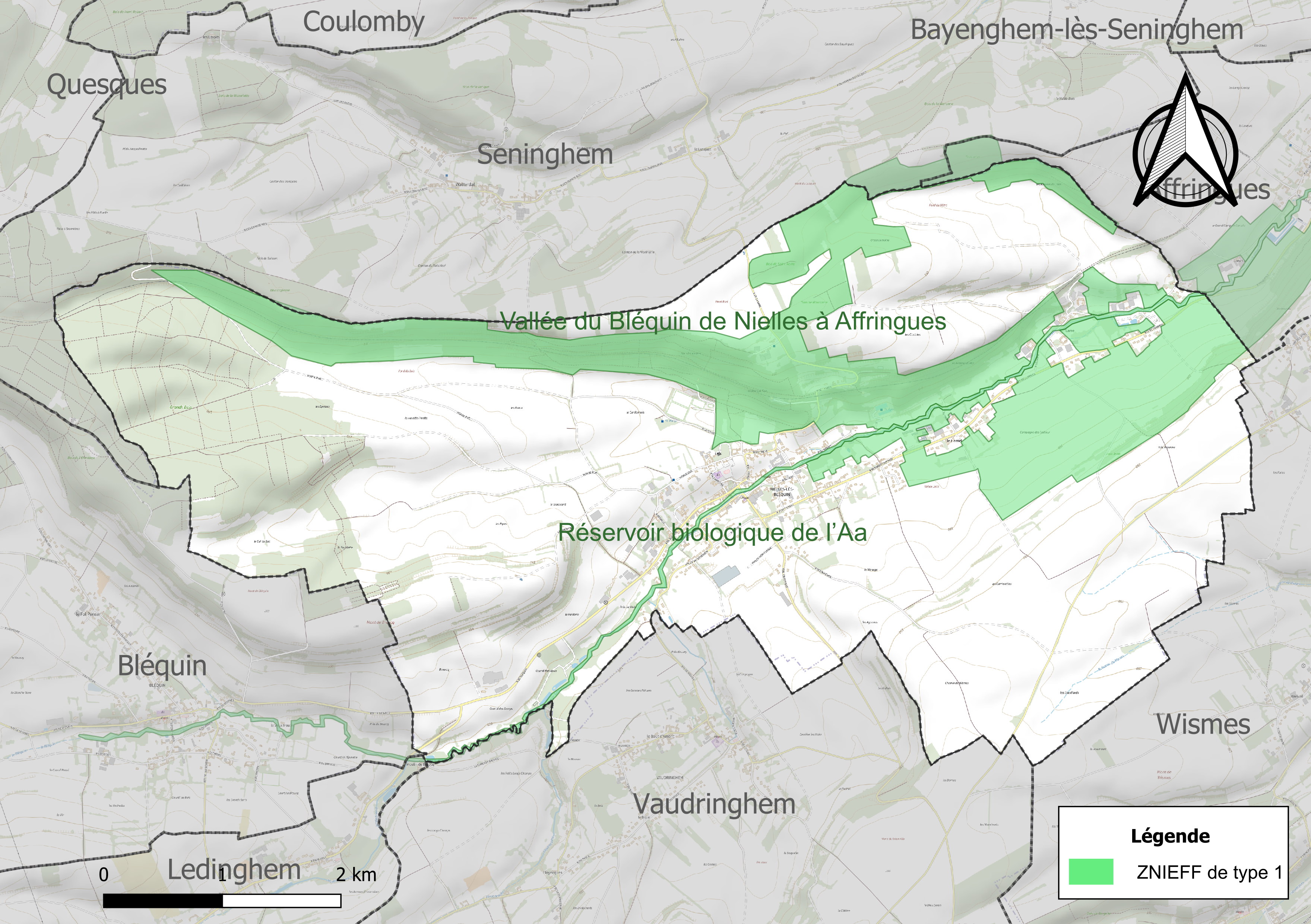
Carte des ZNIEFF de type 1 sur le territoire de la commune.
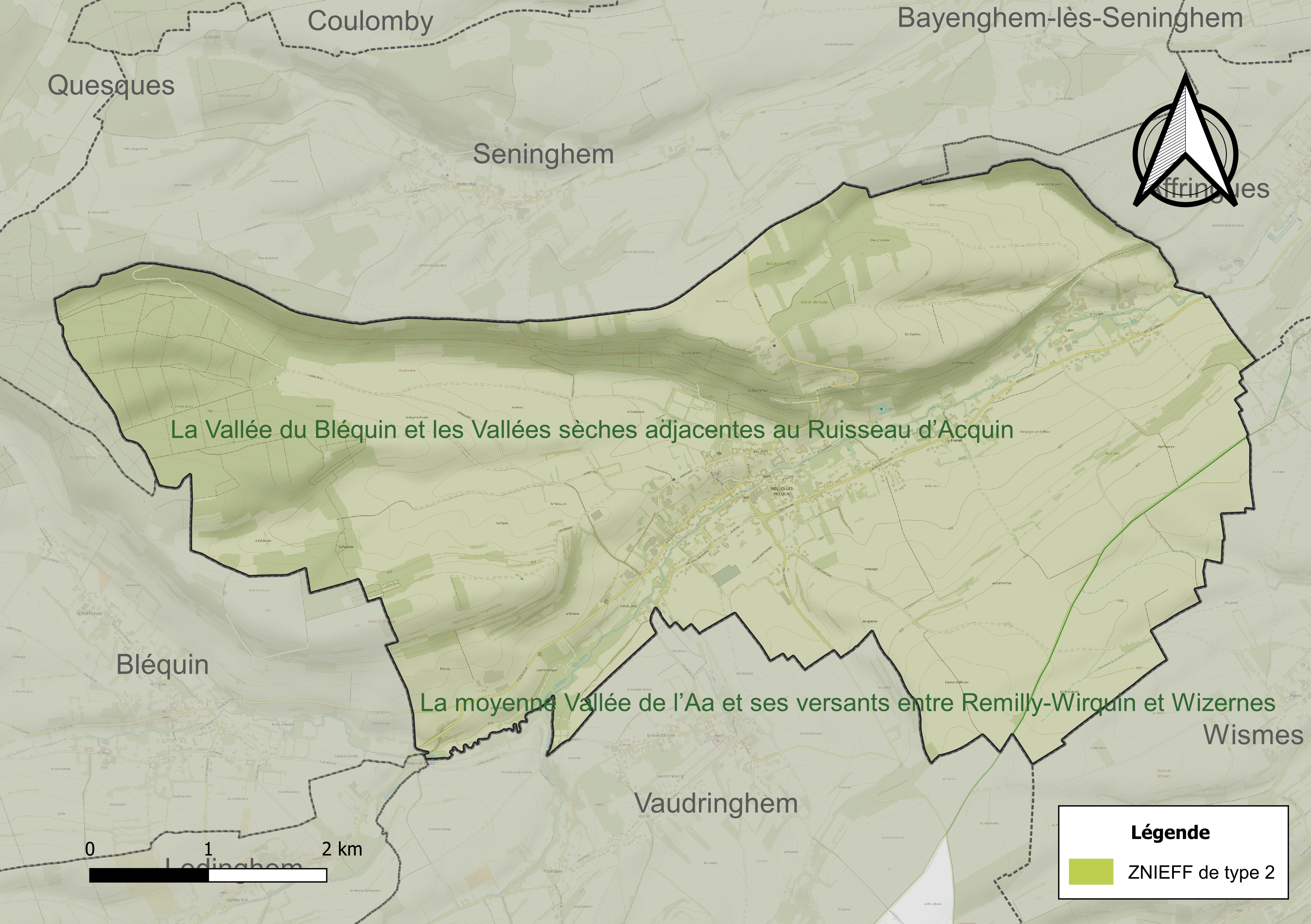
Carte des ZNIEFF de type 2 sur le territoire de la commune.

#### Espèces faunistiques et floristiques
L’Inventaire national du patrimoine naturel (INPN) recense plusieurs espèces faunistiques et floristiques sur le territoire de la commune dont certaines sont protégées et d’autres menacées et quasi-menacées.

## Urbanisme

### Typologie
Au 1er janvier 2024, Nielles-lès-Bléquin est catégorisée commune rurale à habitat dispersé, selon la nouvelle grille communale de densité à sept niveaux définie par l'Insee en 2022.
Elle est située hors unité urbaine. Par ailleurs la commune fait partie de l'aire d'attraction de Saint-Omer, dont elle est une commune de la couronne,. Cette aire, qui regroupe 79 communes, est catégorisée dans les aires de 50 000 à moins de 200 000 habitants,.

### Occupation des sols
L'occupation des sols de la commune, telle qu'elle ressort de la base de données européenne d’occupation biophysique des sols Corine Land Cover (CLC), est marquée par l'importance des territoires agricoles (76,9 % en 2018), en diminution par rapport à 1990 (77,8 %). La répartition détaillée en 2018 est la suivante :
terres arables (53 %), prairies (21,6 %), forêts (18,1 %), zones urbanisées (5 %), zones agricoles hétérogènes (2,4 %). L'évolution de l’occupation des sols de la commune et de ses infrastructures peut être observée sur les différentes représentations cartographiques du territoire : la carte de Cassini (XVIIIe siècle), la carte d'état-major (1820-1866) et les cartes ou photos aériennes de l'IGN pour la période actuelle (1950 à aujourd'hui).

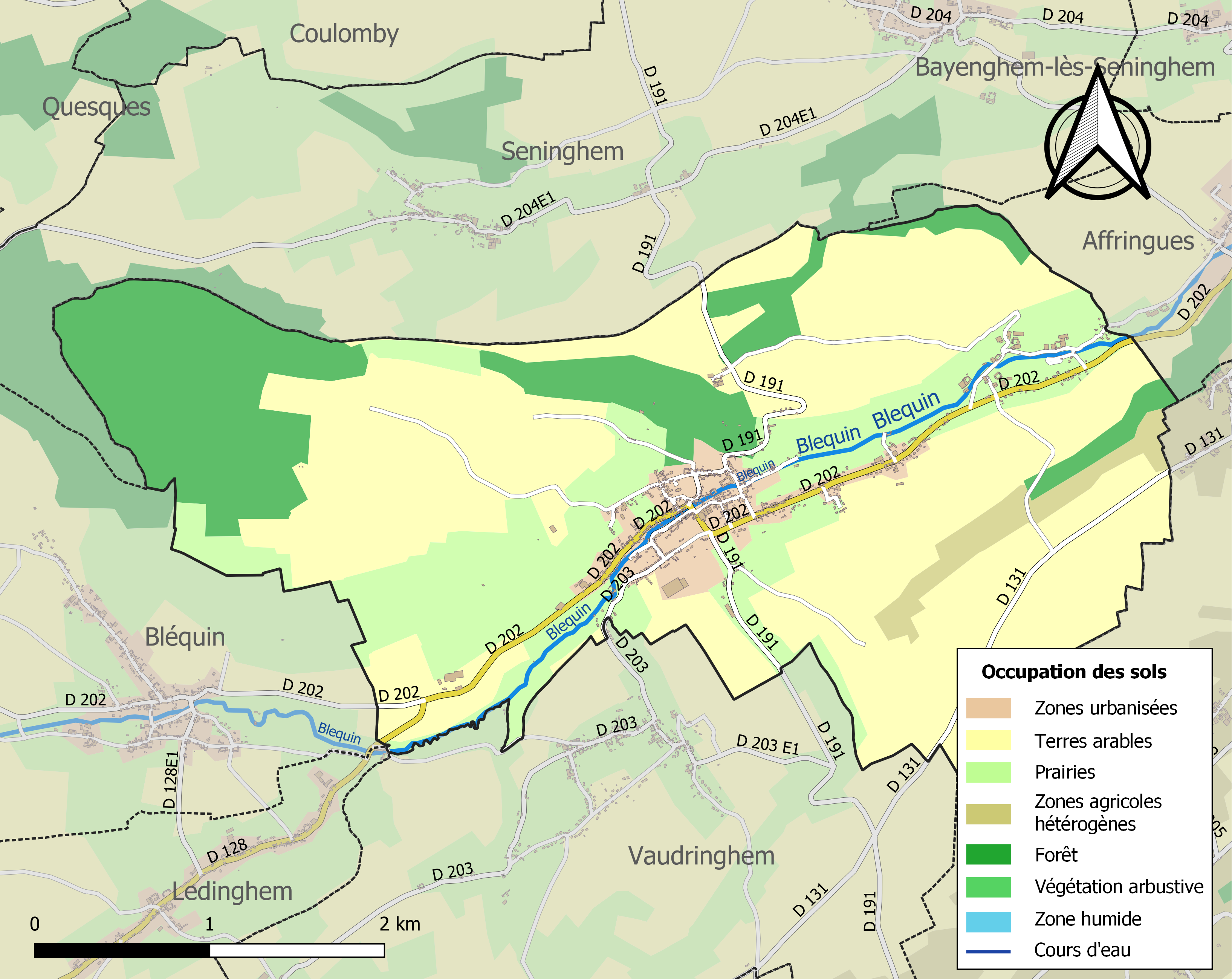
Carte des infrastructures et de l'occupation des sols de la commune en 2018 (CLC).

### Voies de communication et transports
La commune disposait de la gare de Nielles-lès-Bléquin  située sur l'ancienne ligne de Saint-Omer à Hesdigneul inaugurée en 1874 et fermée en 1968.

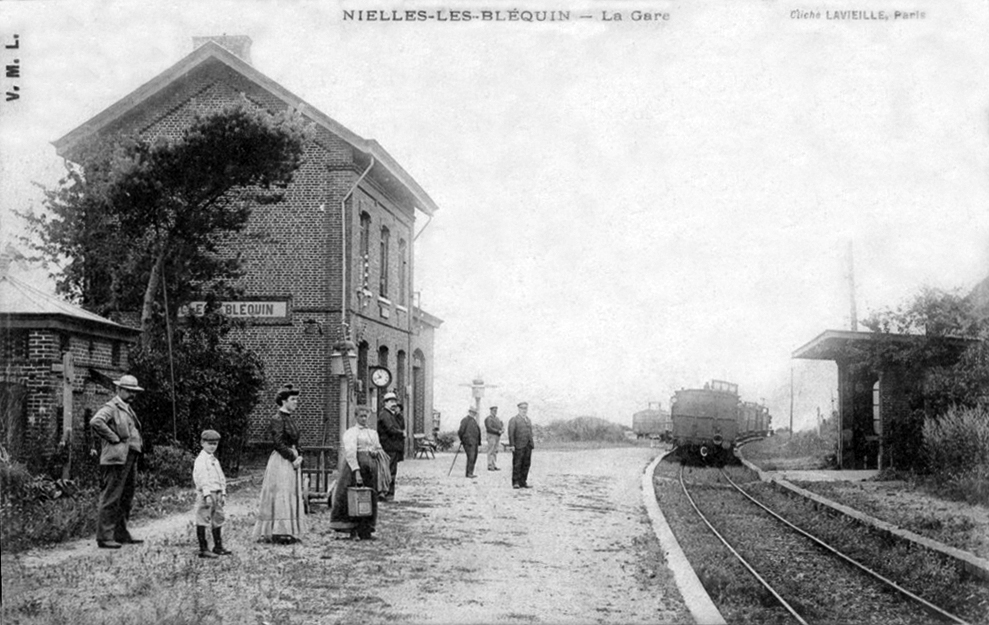
La gare en 1900.

### Risques naturels et technologiques

#### Risque inondation
À la suite du passage des tempêtes Ciarán, Domingos et Elisa et des inondations et coulées de boue qui se sont produites, la commune est reconnue, par arrêté du 14 novembre 2023, en état de catastrophe naturelle pour inondations et coulées de boue sur la période du 2 au 12 novembre 2023, comme 179 autres communes du département.

## Toponymie
Le nom de la localité est attesté sous les formes Nieles en 1227 ; Niles en 1240 ; Nyelles-lès-Boullenois en 1458 ; Nyelles-lès-Boullonnais en 1507 ; Nielles in Bolonesio vers 1512 ; Nielles lez Blequin en 1793 ; Nielles-lès-Blequin et Nielles-lès-Bléquin depuis 1801.
Tout comme les autres communes homonymes du département de Nielles-lès-Ardres, Nielles-lès-Calais et Nielles-lès-Thérouanne, son nom viendrait du romain *neviala, ayant le même sens que le latin novalia « terre nouvellement défrichée », venant du gaulois nevio-ialo « nouvelle terre », suivi d'un -s adventice, auquel a été ajouté lès-Bléquin, montrant la proximité de la commune par rapport à Bléquin et la rivière du même nom (lès signifiant « près de »).
Nieles en flamand.

## Histoire
Le 6 mai 1769, a été rendue une sentence de noblesse pour Antoine Joseph de Hanon, écuyer, seigneur de la Motte, demeurant au hameau de Vandringhem, paroisse de Nielles-les-Bléquin, descendant de Jean de Hanon et de Marguerite Choquart.

## Politique et administration

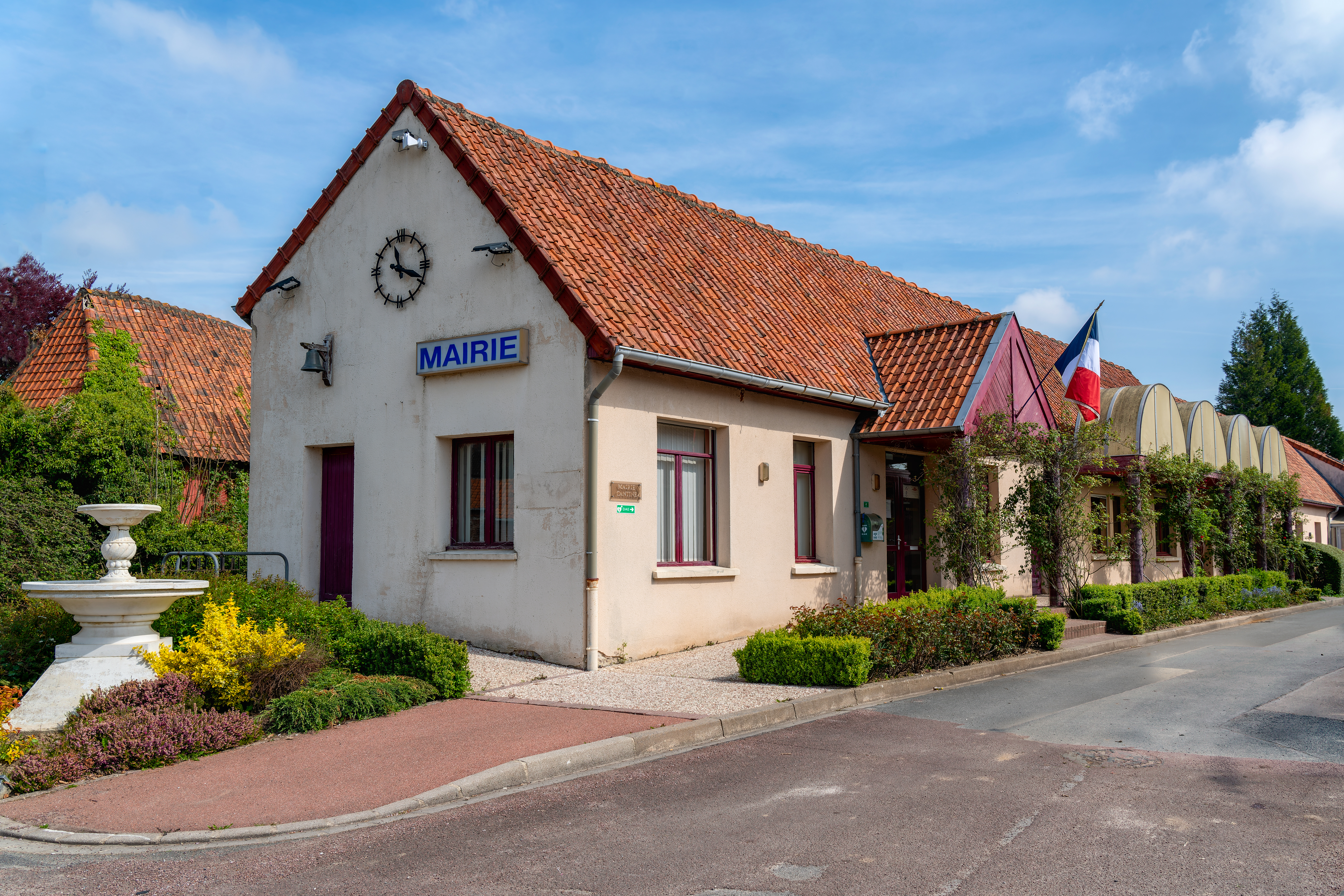
La mairie.

### Découpage territorial
La commune se trouve dans l'arrondissement de Saint-Omer du département du Pas-de-Calais.

#### Commune et intercommunalités
La commune est membre de la communauté de communes du Pays de Lumbres, créée fin 1998, qui regroupe 36 communes et compte 24 187 habitants en 2021.

#### Circonscriptions administratives
La commune fait partie depuis 1801 du canton de Lumbres. Dans le cadre du redécoupage cantonal de 2014 en France, ce canton, dont la commune est toujours membre, est modifié, passant de 33 à 60 communes.

#### Circonscriptions électorales
Pour l'élection des députés, la commune fait partie depuis 2012 de la sixième circonscription du Pas-de-Calais.

### Élections municipales et communautaires

#### Liste des maires
| Période                                  | Période                    | Identité                                      | Étiquette | Qualité                                                                 |
| ---------------------------------------- | -------------------------- | --------------------------------------------- | --------- | ----------------------------------------------------------------------- |
| Les données manquantes sont à compléter. |                            |                                               |           |                                                                         |
| en avril 1888                            |                            | Cyrille Auguste Quenson Maniez de la Hennerie | Droite    | Avocat - Juge d'instruction Conseiller général de Lumbres (1871 → 1890) |
| Les données manquantes sont à compléter. |                            |                                               |           |                                                                         |
| 1983                                     | 2014,                      | Francis Ducrocq                               |           | Chef d'entreprise retraité                                              |
| 2014,                                    | mai 2020                   | Bruno Wallet                                  |           | Enseignant                                                              |
| mai 2020                                 | En cours (au 31 mars 2022) | Isabelle Leroy                                |           | Chargée de mission,                                                     |

## Population et société

### Démographie
Les habitants sont appelés les Niellois.

#### Évolution démographique
L'évolution du nombre d'habitants est connue à travers les recensements de la population effectués dans la commune depuis 1793. Pour les communes de moins de 10 000 habitants, une enquête de recensement portant sur toute la population est réalisée tous les cinq ans, les populations de référence des années intermédiaires étant quant à elles estimées par interpolation ou extrapolation. Pour la commune, le premier recensement exhaustif entrant dans le cadre du nouveau dispositif a été réalisé en 2004.

En 2022, la commune comptait 913 habitants, en évolution de +10,53 % par rapport à 2016 (Pas-de-Calais : −0,72 %, France hors Mayotte : +2,11 %).
| 1793 | 1800 | 1806 | 1821 | 1831 | 1836 | 1841 | 1846 | 1851 |
| ---- | ---- | ---- | ---- | ---- | ---- | ---- | ---- | ---- |
| 640  | 635  | 790  | 720  | 744  | 755  | 790  | 781  | 724  |

| 1856 | 1861 | 1866 | 1872 | 1876 | 1881 | 1886 | 1891 | 1896 |
| ---- | ---- | ---- | ---- | ---- | ---- | ---- | ---- | ---- |
| 710  | 713  | 737  | 825  | 808  | 850  | 842  | 762  | 760  |

| 1901 | 1906 | 1911 | 1921 | 1926 | 1931 | 1936 | 1946 | 1954 |
| ---- | ---- | ---- | ---- | ---- | ---- | ---- | ---- | ---- |
| 707  | 749  | 740  | 708  | 696  | 681  | 666  | 709  | 702  |

| 1962 | 1968 | 1975 | 1982 | 1990 | 1999 | 2004 | 2006 | 2009 |
| ---- | ---- | ---- | ---- | ---- | ---- | ---- | ---- | ---- |
| 759  | 780  | 714  | 755  | 760  | 795  | 804  | 788  | 882  |

| 2014 | 2019 | 2022 | - | - | - | - | - | - |
| ---- | ---- | ---- | - | - | - | - | - | - |
| 842  | 890  | 913  | - | - | - | - | - | - |

#### Pyramide des âges
En 2018, le taux de personnes d'un âge inférieur à 30 ans s'élève à 35,5 %, soit en dessous de la moyenne départementale (36,7 %). À l'inverse, le taux de personnes d'âge supérieur à 60 ans est de 27,3 % la même année, alors qu'il est de 24,9 % au niveau départemental.
En 2018, la commune comptait 426 hommes pour 443 femmes, soit un taux de 50,98 % de femmes, légèrement inférieur au taux départemental (51,50 %).
Les pyramides des âges de la commune et du département s'établissent comme suit.
| Hommes | Classe d’âge | Femmes |
| ------ | ------------ | ------ |
| 0,7    | 90 ou +      | 2,2    |
| 6,4    | 75-89 ans    | 10,4   |
| 18,8   | 60-74 ans    | 16,1   |
| 18,8   | 45-59 ans    | 19,4   |
| 18,8   | 30-44 ans    | 17,4   |
| 14,2   | 15-29 ans    | 14,5   |
| 22,2   | 0-14 ans     | 20,0   |

| Hommes | Classe d’âge | Femmes |
| ------ | ------------ | ------ |
| 0,5    | 90 ou +      | 1,6    |
| 5,6    | 75-89 ans    | 8,9    |
| 16,7   | 60-74 ans    | 18,1   |
| 20,2   | 45-59 ans    | 19,2   |
| 18,9   | 30-44 ans    | 18,1   |
| 18,2   | 15-29 ans    | 16,2   |
| 19,9   | 0-14 ans     | 17,9   |

## Culture locale et patrimoine

### Lieux et monuments

#### Monument historique
- L'église Saint Martin  qui date du XIIIe siècle[48], son clocher est inscrit aux monuments historiques depuis le 5 avril 1930 [49].

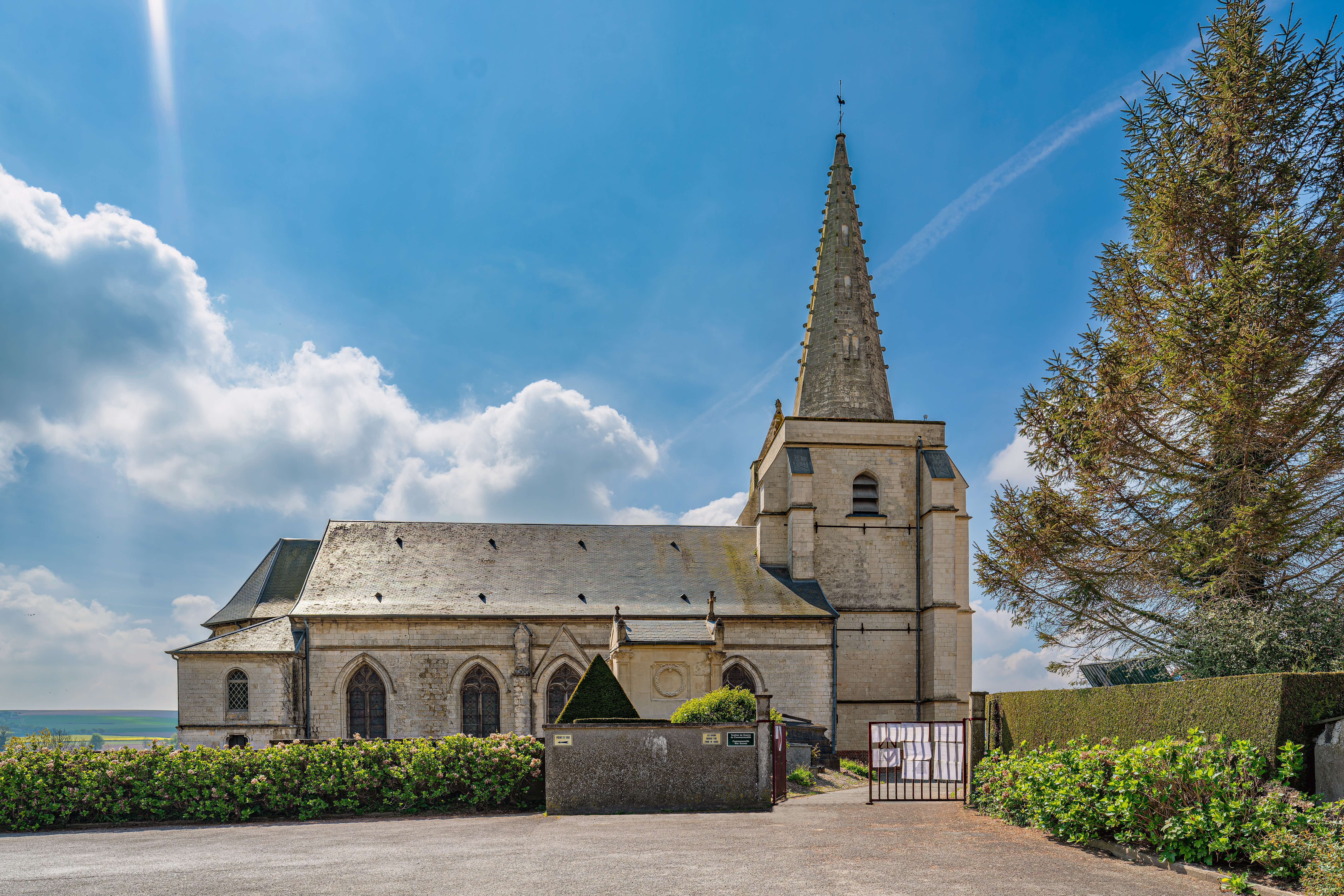
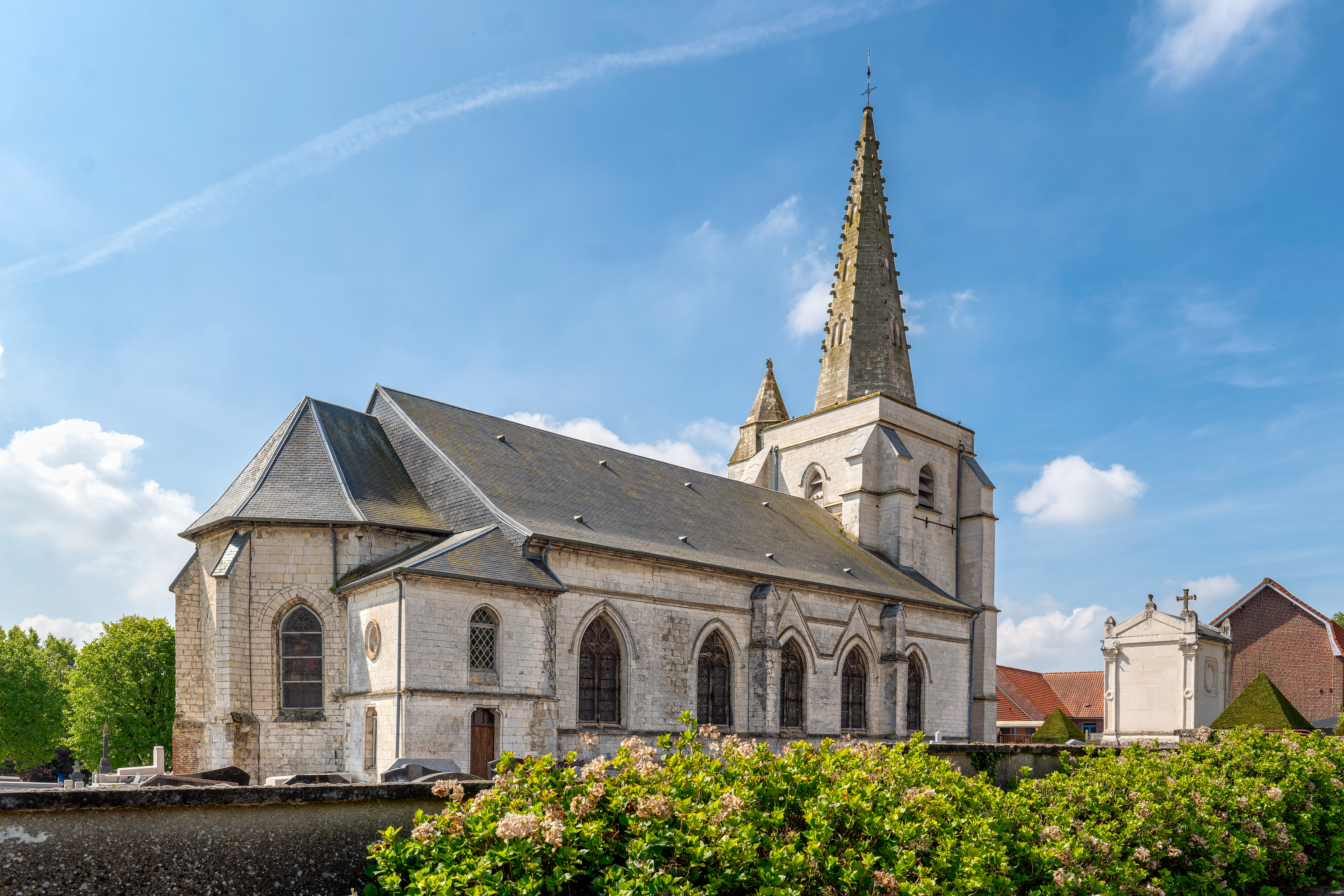
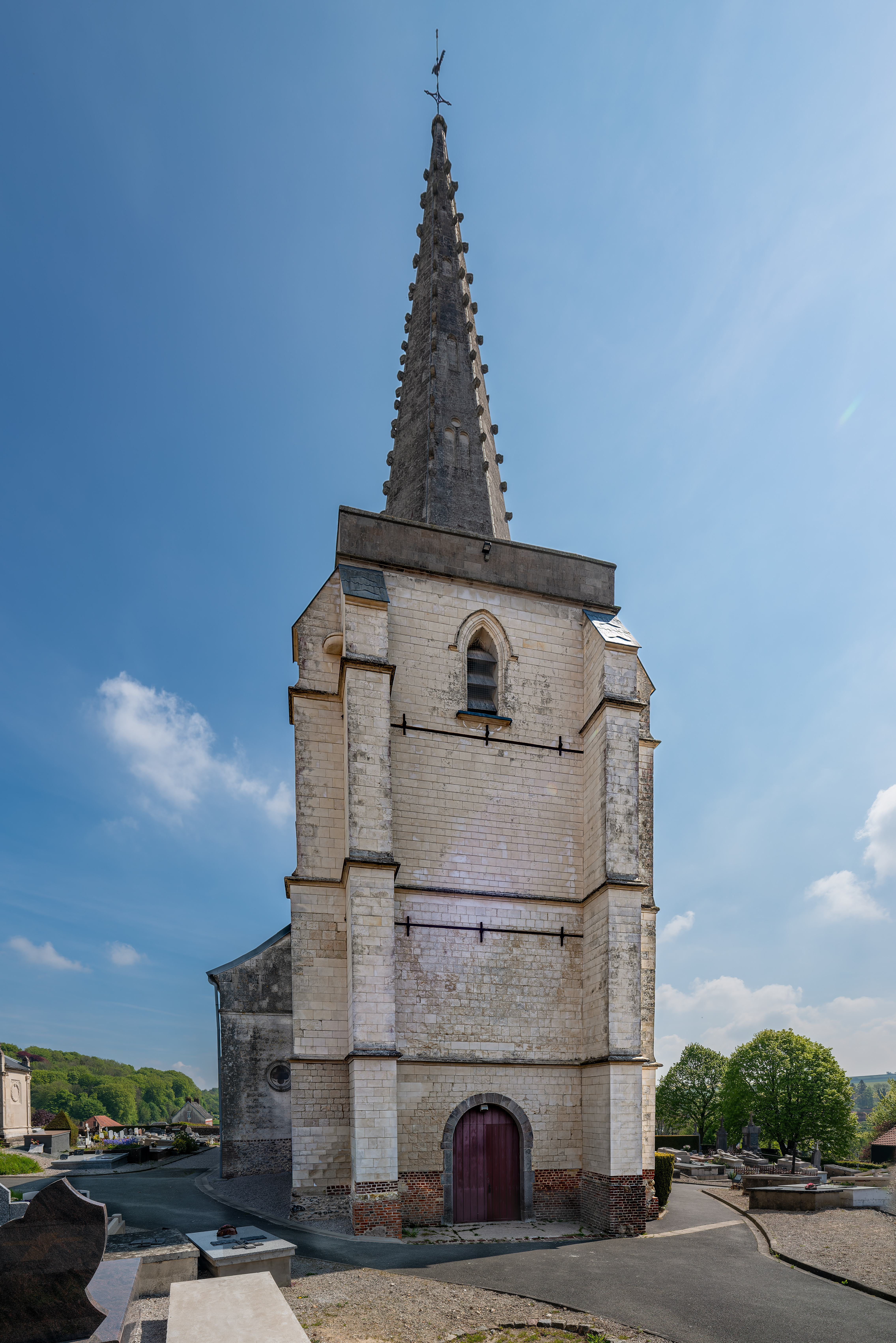
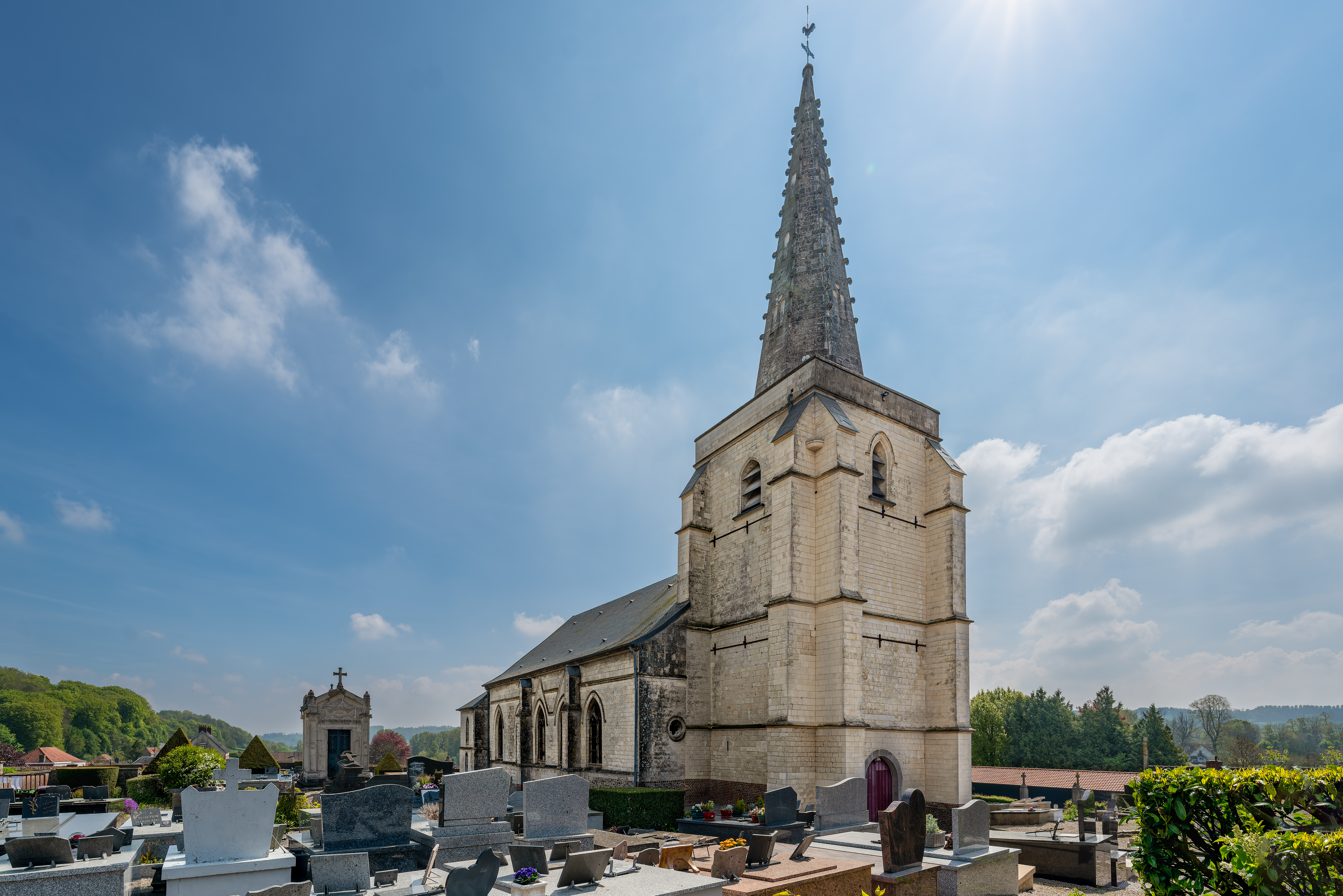
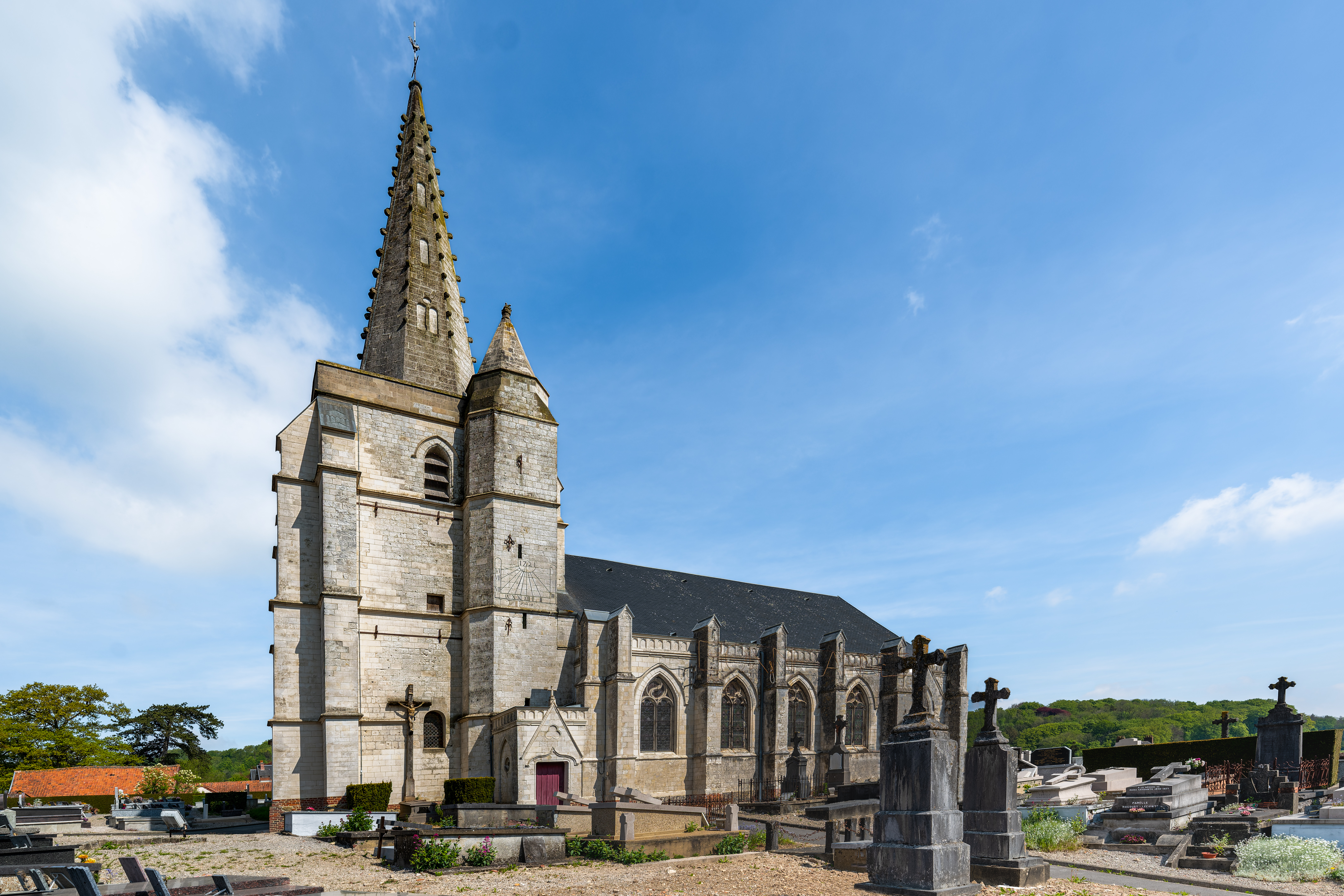

#### Autres lieux et monuments
- La chapelle Notre-Dame du Mont, fut édifiée en 1890 et 1891, là où se trouvait déjà la chapelle primitive à l’époque de la bataille de Crécy.

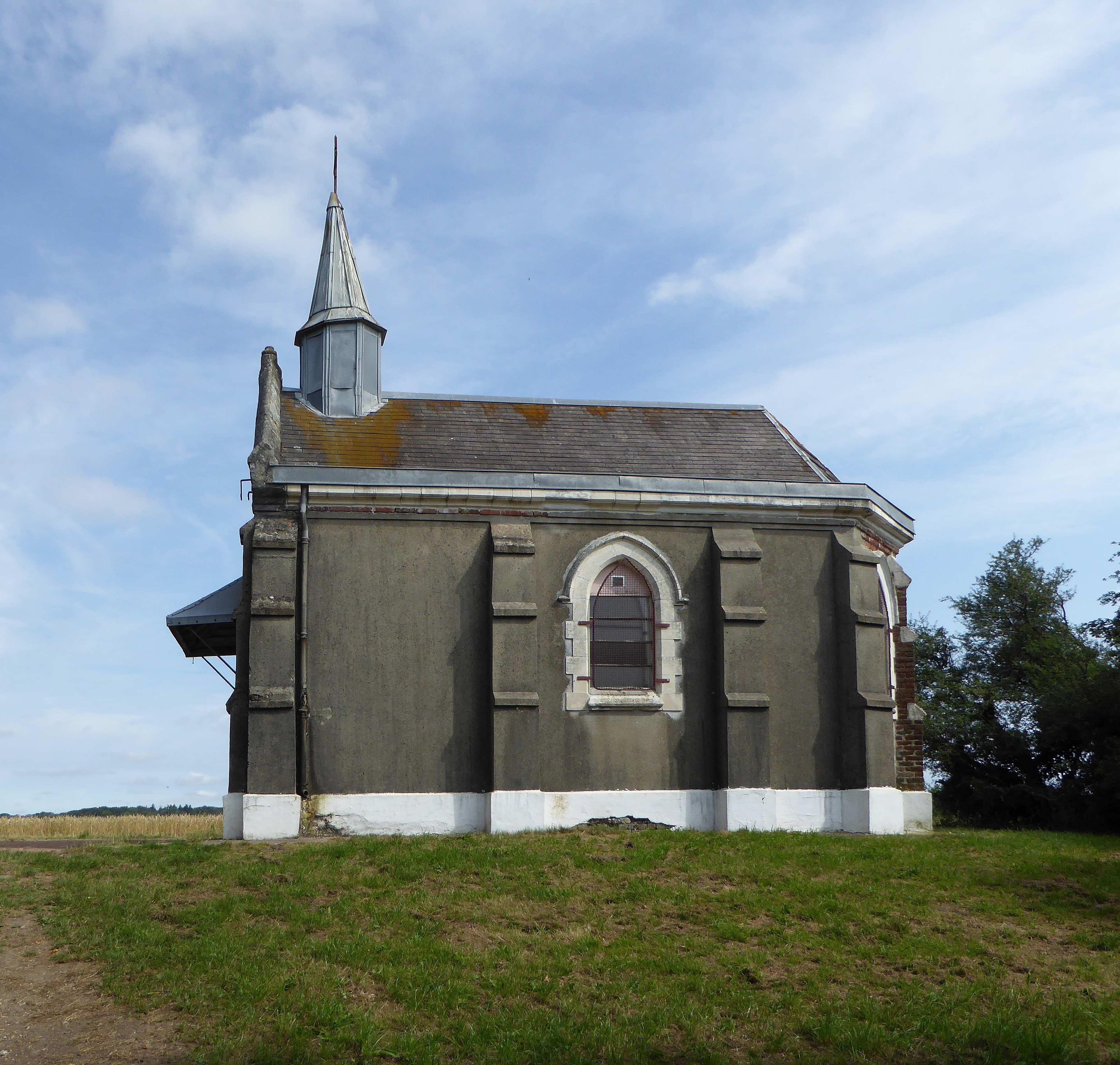

- Le monument aux morts[50].

### Personnalités liées à la commune
- Bernard Chochoy (1908-1981), natif de la commune, est un homme politique.

### Héraldique
| Blason de Nielles-lès-Bléquin | Blason  | D'or à la quintefeuille de sinople surmontée d'un lambel de gueules. |
| Blason de Nielles-lès-Bléquin | Détails | Inspiré des armes présentes sur le sceau d'un certain Guillaume, seigneur de Vaudringhem et de Nielles en 1411, auxquelles ont été ajoutées des couleurs. Adopté par la municipalité. |

## Pour approfondir

#### Bases de données, dictionnaires et encyclopédies
- Ressources relatives à la géographie :   - Insee (communes)
  - Ldh/EHESS/Cassini
- Ressource relative à plusieurs domaines :   - Annuaire du service public français